# Wybory parlamentarne w Liechtensteinie w 2005 roku
Wybory parlamentarne w Liechtensteinie w 2005 roku (niem. Fürstentum Liechtenstein Landtagswahlen 2005) – powszechne wybory do Landtagu, które odbyły się w dniach 11 i 13 marca 2005 roku na terenie Księstwa Liechtensteinu.

## Ordynacja wyborcza
Landtag Księstwa Liechtensteinu składa się z dwudziestu pięciu deputowanych, którzy są wybierani przez Naród na czteroletnią kadencję są w wyborach tajnych, bezpośrednich, powszechnych, równych i proporcjonalnych z dwóch okręgów wyborczych – Oberlandu i Unterlandu. Czynne prawo wyborcze w Liechtensteinie posiadają obywatele zamieszkujący na stałe w Księstwie, którzy ukończyli 18. rok życia, a ich prawa nie są zawieszone, gdzie cenzus wiekowy dla kandydatów do Landtagu to 20 lat.
Każdy wyborca może oddać swój głos na taką liczbę kandydatów z różnych komitetów wyborczych ile wynosi całkowita liczba mandatów możliwych do zdobycia w danym okręgu wyborczym, czyli piętnaście w Oberlandzie i dziesięć w Unterlandzie.
Miejsce w parlamencie przysługuję tylko komitetom, które przekroczyły próg wyborczy, wynoszący 8%. Mandaty są przyznawane dwuetapowo. W pierwszym etapie przyznaje się tzw. mandaty podstawowe przy pomocy metody Hagenbacha-Bischoffa, a brakujące mandaty rozdysponowuje się jako tzw. mandaty uzupełniające przy pomocy metody d’Hondta.

## Kontekst polityczny
W 2003 roku zakończył się trwający ponad dziesięć lat kryzys polityczny, który rozpoczął się od sporu kompetencyjnego między monarchą a parlamentem. Rozpoczęła się debata nad nowelizacją Konstytucji i wprowadzeniem reform, podczas której Jan Adam II postulował znaczne poszerzenie władzy monarszej, kosztem kompetencji Landtagu i Rządu. 14 marca 2003 roku przeprowadzono referendum, w którym mieszkańcy głosowali nad zmianami proponowanymi przez Jana Adama II, który zagroził, że w przypadku przegranej w głosowaniu wyprowadzi się z Liechtensteinu do Wiednia. Ostatecznie reformy zostały przyjęte, a „za” głosowało 64,3% obywateli. Jednocześnie w tym samym referendum obywatele mogli głosować za zmianami ograniczającymi kompetencje władcy, jednak ograniczenie poparło zaledwie 16,6% obywateli. Zmiany znacznie poszerzały kompetencje głowy państwa dając mu prawo do wetowania każdego nowowprowadzonego prawa, a także możliwość wyboru sędziów.
Ustępujący gabinet był rządem większościowym, który powstał po wyborach w 2001 r. wygranych przez Postępową Partię Obywatelską. Przed wyborami ogłoszono, że w przypadku wygranej FBP na stanowisku premiera ponownie zasiądzie Otmar Hasler.

## Listy wyborcze
Do wyborów przystąpiły trzy komitety wyborcze odpowiadające trzem partiom: Postępowej Partii Obywatelskiej (FBP), Unii Patriotycznej (VU) i Wolnej Liście (FL). Na listach dwóch pierwszych partii znalazła się maksymalna możliwa liczba kandydatów, a zatem dwudziestu pięciu. Na liście FL znalazło się natomiast dziesięć nazwisk, w tym siedem w Oberlandzie i trzy w Unterlandzie. Zatem łącznie w wyborach startowało sześćdziesięciu kandydatów, a wśród nich znalazło się dziewiętnaście kobiet, a zatem kobiety stanowiły 31,7% kandydatów.
| Lista wyborcza | Lista wyborcza | Lista wyborcza                                                   | Lider             | Kandydaci | Kandydaci | Kandydaci | Wynik w poprzednich wyborach w 2001 r. |
| Lista wyborcza | Lista wyborcza | Lista wyborcza                                                   | Lider             | Oberland  | Unterland | Razem     | Wynik w poprzednich wyborach w 2001 r. |
| -------------- | -------------- | ---------------------------------------------------------------- | ----------------- | --------- | --------- | --------- | -------------------------------------- |
|                |                | Postępowa Partia Obywatelska niem. Fortschrittliche Bürgerpartei | Otmar Hasler      | 15        | 10        | 25        | 49,9%                                  |
|                |                | Unia Patriotyczna niem. Vaterländische Union                     | Klaus Tschütscher | 15        | 10        | 25        | 41,3%                                  |
|                |                | Wolna Lista niem. Freie Liste                                    | Pepo Frick        | 7         | 3         | 10        | 8,8%                                   |

## Wyniki
Wybory zwyciężyła Postępowa Partia Obywatelska, zdobywając 94 545 głosów (48,7%), co przełożyło się na dwanaście mandatów, w związku z czym FBP nie zdobyła bezwzględnej większości w dwudziestopięcioosobowym parlamencie. Drugą siłą w parlamencie stała się Unia Patriotyczna z dziesięcioma mandatami, zdobytymi dzięki 74 162 głosom (38,2%). W związku z tym po zaprzysiężeniu nowej kadencji Landtagu, podpisano nową umowę koalicyjną między partiami i powstał nowy rząd koalicyjny z Otmarem Haslerem na czele. Wolna Lista przekroczyła próg wyborczy, uzyskując 16 184 głosy (13,0%) i stając się trzecią siłą w parlamencie z trzema mandatami. Poparcie dla dwóch największych partii zmalało względem poprzednich wyborów – dla FBP o 1,2 punktu procentowego, a dla VU zmalało o 3,1 p.p., natomiast o 4,3 p.p. wzrosło poparcie dla FL.
| Partia | Partia                       | Wyniki | Wyniki | Wyniki | Mandaty | Mandaty |
| Partia | Partia                       | Głosy  | %      | Zmiana | Liczba  | Zmiana  |
| ------ | ---------------------------- | ------ | ------ | ------ | ------- | ------- |
| FBP    | Postępowa Partia Obywatelska | 92 204 | 48,7%  | 1,2%   | 12      | 1       |
| VU     | Unia Patriotyczna            | 76 402 | 38,2%  | 3,1%   | 10      | 1       |
| FL     | Wolna Lista                  | 16 184 | 13,0%  | 4,3%   | 3       | 2       |

### Wyniki według okręgów i gmin
W obu okręgach wyborczych zwyciężyła Postępowa Partia Obywatelska, przy czym większy odsetek głosów uzyskała w Unterlandzie – 54,3%, przy poparciu dla VU wynoszący 36,2%, a mniejszy w Oberlandzie – 46,7%, przy poparciu dla VU wynoszącym 39,0%.
W dziesięciu z jedenastu gmin większość głosów zdobyła FBP, a jedyną gminą, w której najwyższe poparcie miała VU była gmina Balzers. Najwyższe poparcie dla FBP odnotowano w gminie Schellenberg – 59,9%, a najniższe w gminie Balzers – 40,9%. Natomiast najwyższe poparcie dla VU odnotowano w gminie Triesenberg – 45,0%, a najniższe w gminie Planken – 24,3%. Głosy na Wolną Listę stanowiły największy odsetek w gminie Planken – 19,0%, a najmniejszy w gminie Ruggell – 7,3%.

#### Oberland
| Partia | Balzers | Balzers | Balzers | Planken | Planken | Planken | Schaan | Schaan | Schaan | Triesen | Triesen | Triesen | Triesenberg | Triesenberg | Triesenberg | Vaduz  | Vaduz | Vaduz | Oberland | Oberland | Oberland | Oberland | Oberland |
| Partia | G       | %       | Z       | G       | %       | Z       | G      | %      | Z      | G       | %       | Z       | G           | %           | Z           | G      | %     | Z     | G        | %        | Z        | M        | ZM       |
| ------ | ------- | ------- | ------- | ------- | ------- | ------- | ------ | ------ | ------ | ------- | ------- | ------- | ----------- | ----------- | ----------- | ------ | ----- | ----- | -------- | -------- | -------- | -------- | -------- |
| FBP    | 12 213  | 40,9%   | 2,4%    | 1625    | 56,7%   | 5,3%    | 16 713 | 48,7%  | 2,3%   | 11 942  | 46,6%   | 1,0%    | 9269        | 45,8%       | 4,2%        | 14 627 | 50,2% | 3,3%  | 66 389   | 46,7%    | 1,4%     | 7        | 0        |
| VU     | 13 401  | 44,9%   | 2,0%    | 695     | 24,3%   | 5,6%    | 11 856 | 34,5%  | 3,3%   | 10 051  | 39,2%   | 3,2%    | 9103        | 45,0%       | 6,8%        | 10 266 | 35,2% | 2,3%  | 55 372   | 39,0%    | 3,3%     | 6        | 1        |
| FL     | 4251    | 14,2%   | 4,4%    | 545     | 19,0%   | 10,9%   | 5781   | 16,8%  | 5,6%   | 3657    | 14,3%   | 4,2%    | 1848        | 9,1%        | 2,6%        | 4237   | 14,5% | 5,6%  | 20 319   | 14,3%    | 4,7%     | 2        | 1        |

#### Unterland
| Partia | Eschen | Eschen | Eschen | Gamprin | Gamprin | Gamprin | Mauren | Mauren | Mauren | Ruggell | Ruggell | Ruggell | Schellenberg | Schellenberg | Schellenberg | Unterland | Unterland | Unterland | Unterland | Unterland |
| Partia | G      | %      | Z      | G       | %       | Z       | G      | %      | Z      | G       | %       | Z       | G            | %            | Z            | G         | %         | Z         | M         | ZM        |
| ------ | ------ | ------ | ------ | ------- | ------- | ------- | ------ | ------ | ------ | ------- | ------- | ------- | ------------ | ------------ | ------------ | --------- | --------- | --------- | --------- | --------- |
| FBP    | 8167   | 48,5%  | 0,0%   | 3809    | 58,8%   | 3,9%    | 8399   | 57,5%  | 5,0%   | 4986    | 53,6%   | 1,0%    | 2795         | 59,9%        | 2,6%         | 28 156    | 54,3%     | 0,6%      | 5         | 1         |
| VU     | 7195   | 42,7%  | 2,7%   | 2182    | 33,7%   | 7,2%    | 4395   | 30,1%  | 0,6%   | 3644    | 39,1%   | 2,7%    | 1374         | 29,4%        | 6,2%         | 18 790    | 36,2%     | 2,5%      | 4         | 0         |
| FL     | 1478   | 8,8%   | 2,7%   | 489     | 7,5%    | 3,3%    | 1806   | 12,4%  | 4,5%   | 680     | 7,3%    | 1,7%    | 501          | 10,7%        | 3,6%         | 4954      | 9,5%      | 3,1%      | 1         | 1         |

## Frekwencja
Udział w wyborach jest dla obywateli Liechtensteinu z czynnymi prawami wyborczymi jest obowiązkowy. W głosowaniu udział wzięło 14 178 osób spośród 16 350 uprawnionych, a zatem frekwencja wyniosła 86,5% i była niższa o 0,2 punktu procentowego niż w poprzednich wyborach w 2001 r.
Wyższą frekwencję odnotowano w Unterlandzie – 89,5%, podczas gdy w Oberlandzie swój głos oddało 84,9% obywateli.
Najwyższą frekwencją cechowała się gmina Schellenberg, w której zagłosowało 93,9% uprawnionych, zaś najniższą gmina Triesen, gdzie zagłosowało 81,7%.
Po zmianach w ordynacji wyborczej w 2004 r. wprowadzono powszechne głosowanie korespondencyjne w wyborach do Landtagu. Od wyborów w 2005 r. wszyscy obywatele Liechtensteinu mogą zagłosować osobiście przy urnie lub korespondencyjnie za pośrednictwem poczty. W 2005 r. z opcji głosowania korespondencyjnego skorzystało 7379 obywateli, czyli 49,0% uprawnionych.

## Skład Landtagu
Postępowa Partia Obywatelska – 12 mandatów
     Unia Patriotyczna – 10 mandatów
     Wolna Lista – 3 mandaty

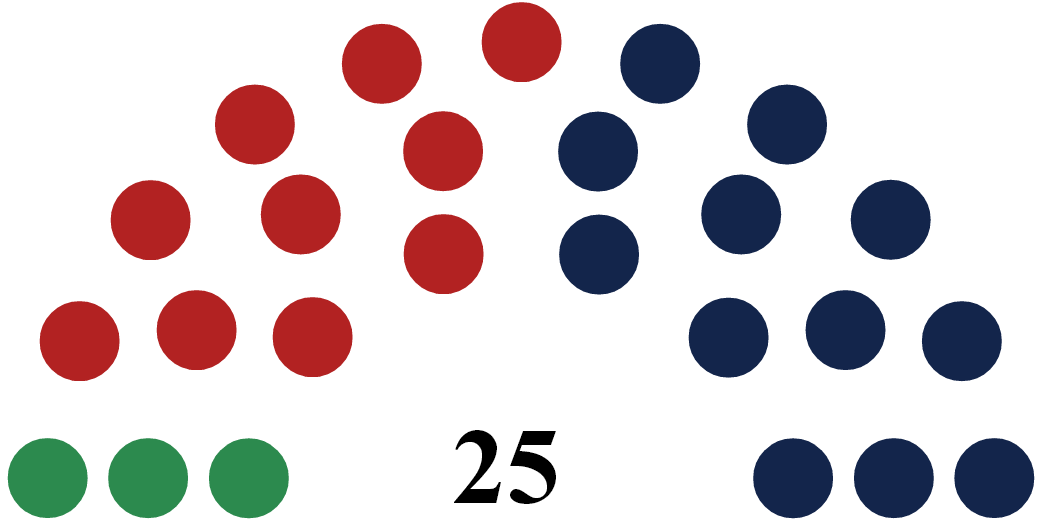
Podział mandatów do Landtagu po wyborach w 2005 r.
Postępowa Partia Obywatelska – 12 mandatów
Unia Patriotyczna – 10 mandatów
Wolna Lista – 3 mandaty

W nowej kadencji Landtagu znaleźli się przedstawiciele trzech ugrupowań: dwunastu deputowanych z FBP, dziesięciu z VU i trzech z FL. Wśród posłów znalazło się sześć kobiet, a zatem stanowiły one 24% deputowanych. Największa liczba posłów – sześciu, mieszkała w gminie Schaan, czterech w Mauren, trzech w Triesen, po dwóch w gminach Balzers, Eschen, Ruggell i Vaduz oraz po jednym w pozostałych gminach. Najstarszym posłem był Klaus Wanger z FBP – 64 lata, zaś najmłodszym Wendelin Lampert z FBP – 34 lata. Średnia wieku wynosiła 48,3 lat, jednak jeden kandydat (Harry Quaderer z VU) nie podał swojego wieku.
| Deputowany           | Partia | Okręg wyborczy | Gmina        | Liczba głosów | Wiek    |
| -------------------- | ------ | -------------- | ------------ | ------------- | ------- |
| Beck Alois           | FBP    | Oberland       | Schaan       | 4423          | 42 lata |
| Büchel Markus        | FBP    | Unterland      | Ruggell      | 2725          | 52 lata |
| Biedermann Josy      | FBP    | Oberland       | Planken      | 3948          | 63 lata |
| Frommelt Doris       | FBP    | Oberland       | Schaan       | 3957          | 58 lat  |
| Heeb Franz J.        | FBP    | Unterland      | Gamprin      | 2618          | 56 lat  |
| Kaiser Johannes      | FBP    | Unterland      | Mauren       | 2697          | 46 lat  |
| Kindle Elmar         | FBP    | Oberland       | Triesen      | 4247          | 37 lat  |
| Lampert Peter        | FBP    | Oberland       | Vaduz        | 4345          | 53 lata |
| Lampert Rudolf       | FBP    | Unterland      | Mauren       | 2616          | 48 lat  |
| Lampert Wendelin     | FBP    | Oberland       | Triesenberg  | 4307          | 34 lata |
| Wanger Klaus         | FBP    | Oberland       | Schaan       | 4119          | 64 lata |
| Wohlwend Renate      | FBP    | Unterland      | Schellenberg | 2700          | 53 lata |
| Amman-Marxer Marlies | VU     | Unterland      | Eschen       | 1815          | 52 lata |
| Beck Doris           | VU     | Unterland      | Ruggell      | 1831          | 43 lata |
| Beck Jürgen          | VU     | Oberland       | Vaduz        | 3518          | 43 lata |
| Brunhart Arthur      | VU     | Oberland       | Balzers      | 3661          | 53 lata |
| Klein Ivo            | VU     | Unterland      | Mauren       | 1854          | 43 lata |
| Kranz Günther        | VU     | Unterland      | Eschen       | 1847          | 47 lat  |
| Negele Gebhard       | VU     | Oberland       | Triesen      | 3637          | 51 lat  |
| Quaderer Harry       | VU     | Oberland       | Schaan       | 3453          | –       |
| Quaderer Hugo        | VU     | Oberland       | Schaan       | 3796          | 39 lat  |
| Vogt Heinz           | VU     | Oberland       | Triesen      | 3612          | 36 lat  |
| Matt Andrea          | FL     | Unterland      | Mauren       | 813           | 43 lata |
| Frick Pepo           | FL     | Oberland       | Schaan       | 1890          | 52 lata |
| Vogt Paul            | FL     | Oberland       | Balzers      | 1814          | 52 lata |